# パトリック・O・ブラウン

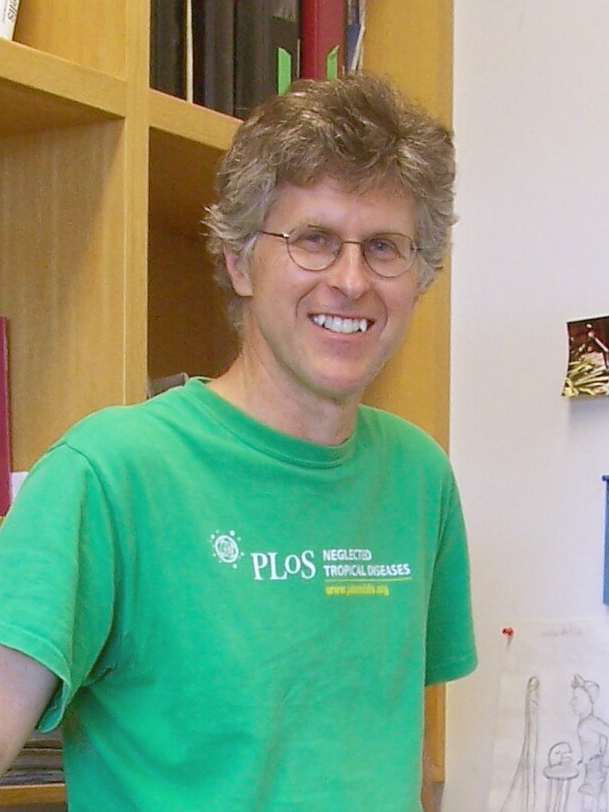
パトリック・O・ブラウン

パトリック・O・ブラウン（Patrick O'Reilly  Brown, 1954年9月23日 - ）はアメリカ合衆国の生化学者。スタンフォード大学名誉教授。ハワード・ヒューズ医学研究所研究員。DNAマイクロアレイの開発者である。ワシントンD.C.出身。
1976年にシカゴ大学を卒業し、同大学院から1982年に医学博士号を取得。1985年から1988年までカリフォルニア大学サンフランシスコ校で博士研究員となった。
生化学の研究以外にもインポッシブル・フーズやPLOSを立ち上げるなど、積極的なベンチャー事業を行っている。

## 受賞歴
- 1998年 - ガベイ賞
- 2000年 - 米国科学アカデミー賞分子生物学部門
- 2002年 - 武田賞
- 2010年 - トムソン・ロイター引用栄誉賞